# Teleportare cuantică
Teleportarea cuantică este un proces prin care informația cuantică (de exemplu starea bine determinată a unui atom sau foton) poate fi transmisă dintr-un loc în altul cu ajutorul comunicației clasice și al unei inseparabilități cuantice preexistente între locul emițător și locul receptor. Dat fiind că ea depinde de comunicația clasică, teleportarea cuantică nu poate fi utilizată pentru transferul  sau comunicarea de date cu viteză superluminică.
În afară de nume, nu există nicio legătură între teleportarea cuantică și teleportarea din literatura științifico-fantastică. Teleportarea cuantică reprezintă un transfer de informație; ea nu este o formă de transport, ci de comunicare. Ea este o modalitate de a transfera un bit cuantic dintr-un loc într-altul, fără a transporta totodată o particulă fizică. Acest proces nu poate fi folosit pentru a face copii ale unui sistem.
În luna mai 2014, o echipă de cercetători a universității TU Delft a publicat studiul „Unconditional quantum teleportation between distant solid-state quantum bits”, susținând că a reușit să teleporteze date între qubiți pe o distanță de 3m, cu o acuratețe de 100%. 